# Ben Savage
Bennett Joseph "Ben" Savage, född 13 september 1980 i Chicago i Illinois, är en amerikansk skådespelare. Han är förmodligen mest känd för huvudrollen, som Cory Matthews, i situationskomediserien Här är ditt liv, Cory från 1993 till 2000. Hans äldre bror, Fred Savage, är också skådespelare. Systern Kala jobbar också inom skådespelarbranschen.

## Filmografi
| Film       | Film                                 | Film              | Film                                        |
| År         | Film                                 | Roll              | Övrigt                                      |
| ---------- | ------------------------------------ | ----------------- | ------------------------------------------- |
| 1989       | Little Monsters                      | Eric Stevenson    |                                             |
| 1992       | Big Girls Don't Cry... They Get Even | Sam               |                                             |
| 1994       | Clifford                             | Roger             |                                             |
| 2002       | Swimming Upstream                    | Teddy Benevides   |                                             |
| 2007       | Car Babes                            | Ford Davis        |                                             |
| 2007       | Palo Alto                            | Patrick           |                                             |
| 2009       | Doesn't Texas Ever End               | John              | post-production                             |
| Television |                                      |                   |                                             |
| År         | Titel                                | Roll              | Övrigt                                      |
| 1990       | The Wonder Years                     | Curtis Hartsell   | Avsnitt: St. Valentine's Day Massacre       |
| 1990       | Dear John                            | Matthew           | Avsnitt: John's New Job (1)                 |
| 1990       | Hurricane Sam                        | Sam Kelvin        | CBS TV-Pilot                                |
| 1990       | A Family for Joe                     | Chris Bankston #2 |                                             |
| 1992       | She Woke Up                          | Andy              | ABC TV-Film                                 |
| 1993       | Wild Palms                           | Coty Wyckoff      | ABC Miniserie                               |
| 1993–2000  | Här är ditt liv, Cory                | Cory Matthews     |                                             |
| 1994       | Aliens for Breakfast                 |                   | TV-Film                                     |
| 1996       | Maybe This Time                      | Cory Matthews     | Avsnitt: Acting Out                         |
| 1996       | Party of Five                        | Stuart            | Avsnitt: Close to You Avsnitt: Christmas    |
| 1997       | Teen Angel                           | Cory Matthews     | Avsnitt: One Dog Night                      |
| 2005       | Phil of the Future                   | Sig själv         | Avsnitt: Time Release Capsule               |
| 2005       | Still Standing                       | Seth Cosella      | Avsnitt: Still the Boss                     |
| 2008       | Making It Legal                      | Todd              | ABC TV-Pilot                                |
| 2008       | Chuck                                | Mark Ratner       | Avsnitt: Chuck versus the Cougars           |
| 2008       | Without a Trace                      | Kirby Morris      | Avsnitt: Cloudy with a Chance of Gettysburg |
| 2014–      | Girl Meets World                     | Cory Matthews     |                                             |